# Chelonibia testudinaria
Chelonibia testudinaria is een zeepokkensoort uit de familie Chelonibiidae. De wetenschappelijke naam werd gepubliceerd in 1758 door Carl Linnaeus in de tiende editie van Systema naturae.